# Renato Salvatori
Pour les articles homonymes, voir Salvatori.
Renato Salvatori, de son vrai nom Giuseppe Salvatori né le 20 mars 1933 à Seravezza en Toscane et mort le 27 mars 1988 à Rome, est un acteur italien. À l'affiche de très nombreuses productions italiennes à partir de 1952 — il est notamment un acteur fétiche des films de Dino Risi —, il fait également une carrière internationale, notamment en France aux côtés d'Alain Delon, où il reste principalement connu pour son rôle dans Rocco et ses frères (1961) de Luchino Visconti avec Annie Girardot qui deviendra sa femme.

## Biographie

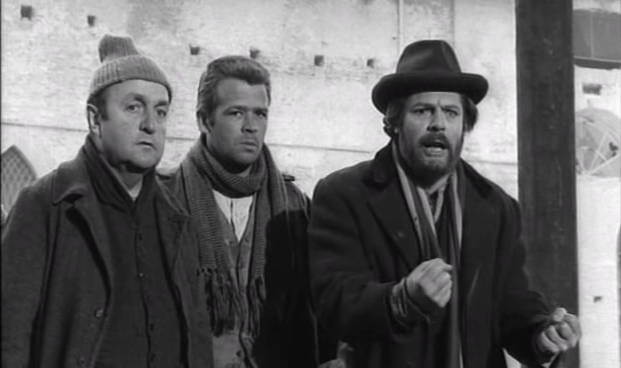
Bernard Blier, Renato Salvatori et Marcello Mastroianni dans Les Camarades (1963).

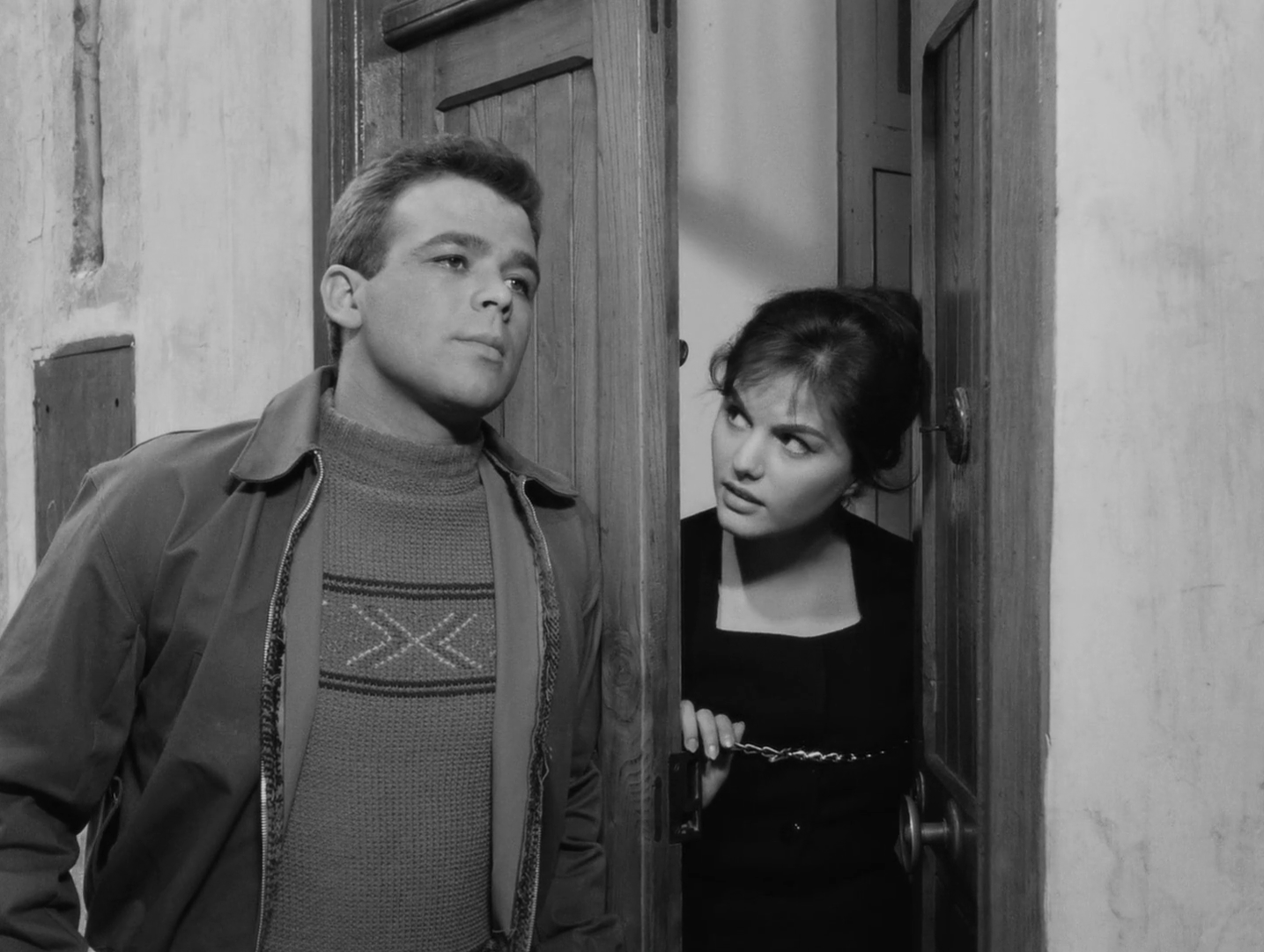
Avec Claudia Cardinale dans Le Pigeon (1958).

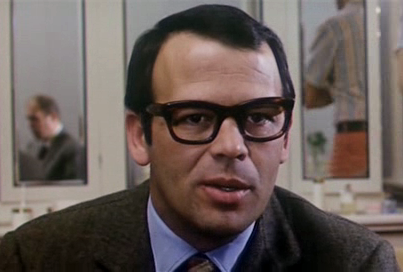
Dans Le Harem (1967).

Il est né dans le hameau de Querceta (it) à Seravezza, dans la province de Lucques, le 20 mars 1933. Il travaille comme tailleur de pierre chez Henraux, où travaille son père Pietro, comme serveur et, l'été, comme maître-nageur dans un établissement de bains à Forte dei Marmi. En 1951, à l'âge de 18 ans, il participe à une audition et est il est remarqué par Luciano Emmer qui lui offre un rôle de garçon querelleur dans Les Fiancés de Rome (1952), mais son premier rôle principal est dans La Fille du corsaire noir, réalisé par Mario Soldati en 1952.
Il commence sa carrière par des rôles de jeune premier romantique et joue notamment le rôle de Salvatori dans la trilogie de Dino Risi, dont Pauvres mais beaux (1956), Beaux mais pauvres (1957) et Pauvres Millionnaires (1958). Il connaît également le succès auprès du public dans le diptyque L'Impossible Isabelle (1957), également de Risi, et La nipote Sabella (it) (1958) de Giorgio Bianchi, aux côtés de Sylva Koscina, et dans le rôle de Mario dans Le Pigeon (1958) de Mario Monicelli et dans sa suite Hold-up à la milanaise (1960) de Nanni Loy.
Bien qu'il soit presque toujours doublé, il est également un acteur dramatique dans des films tels que Profession Magliari (1959) de Francesco Rosi avec Alberto Sordi, Les Évadés de la nuit (1960) de Roberto Rossellini et Le Harem (1967) de Marco Ferreri, mais le rôle clé de Salvatori est celui de Simone dans Rocco et ses frères (1960) de Luchino Visconti. Dans ce film, il joue un boxeur qui devient un voyou et qui viole brutalement une prostituée. Ce dernier rôle est tenu par celle qui sera sa future épouse dans la vie, l'actrice française Annie Girardot, qu'il épousera deux ans plus tard. Il se lie également d'une amitié fraternelle avec Alain Delon qui, sur le déclin de sa carrière, souhaite le voir à ses côtés dans des films policiers tels que Les Granges brûlées (1973), Flic Story (1975) et Le Gitan (1975).
Sa filmographie ne manque pas de tentatives dans d'autres genres, comme La Bande Casaroli (1962) de Florestano Vancini, Le Glaive et la Balance (1962) d'André Cayatte ou des films polémiques et à contre-courant comme Illégitime Défense (1964) de Giuliano Montaldo, Smog (1962) de Franco Rossi et Omicron (1963) d'Ugo Gregoretti, des films qui se veulent la réponse de l'Italie à la Nouvelle Vague française.
Ses derniers rôles importants sont ceux de Queimada (1969) de Gillo Pontecorvo qui dénonce le colonialisme, Z de Costa-Gavras sur la Dictature des colonels en Grèce et de Le Professeur (1972) de Valerio Zurlini, toujours aux côtés de son ami Delon. Ses dernières apparitions au cinéma le cantonnent à des rôles de personnages secondaires, bien que dirigés par des réalisateurs importants tels que Francesco Rosi, Marco Ferreri, Alberto Lattuada et Bernardo Bertolucci. C'est dans le film de ce dernier, La luna (1979), dans lequel il joue en caméo, que les effets de sa maladie commencent à se faire sentir.

### Dernières années et mort
Dans les années 1970, il commence à avoir des problèmes d'alcoolisme. Au début des années 1980, il décide d'abandonner définitivement le cinéma, un monde qui ne lui appartient plus, comme il l'explique dans un entretien.
En 1984, il entre au cabinet du ministre des Transports Claudio Signorile (it) en tant que chargé des relations extérieures, mais son organisme est déjà miné par une cirrhose du foie, qui le conduit à la mort le 27 mars 1988, à l'âge de 55 ans. Il est enterré dans la tombe familiale du cimetière de Querceta, dans la commune de Seravezza, avec ses parents et son frère Elis.

## Vie privée

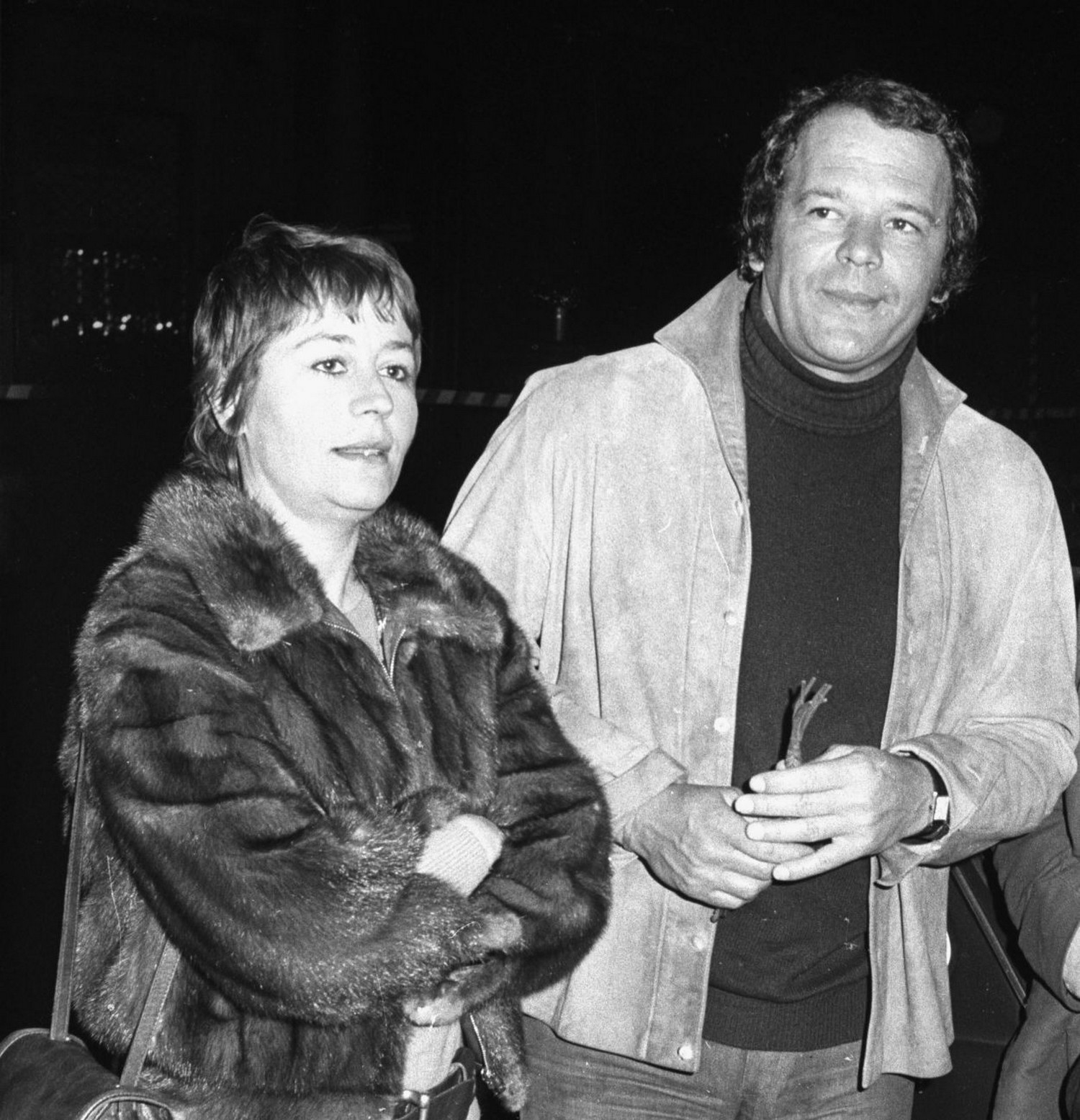
Annie Girardot et Renato Salvatori en 1974.

De son mariage avec l'actrice Annie Girardot, célébré à Paris le 6 janvier 1962, il a eu une fille, Giulia Salvatori, qui est également devenue actrice. Leur relation a été ponctuée par de nombreuses infidélités, crises de jalousie et violences conjugales, notamment quand Salvatori a frappé Girardot avec un cendrier, l'obligeant à se faire refaire la bouche.
Ils se sont séparés par la suite mais sont restés en bons termes. Salvatori a ensuite eu un deuxième fils, Nils, avec le mannequin allemand Danka Schröder.

## Postérité
Sa ville natale lui a dédié l'exposition Renato Salvatori - Povero ma bello à l'occasion du vingtième anniversaire de sa mort, qui s'est tenue au Palais Médicis de Seravezza du 27 mai au 22 juin 2008. Il y était exposé divers documents sur l'acteur, notamment des photos, des affiches de théâtre et des documents, et il s'y est tenu divers débats et une rétrospective de ses films. Y ont participé, entre autres, sa défunte compagne Danka Schröder, ses enfants Giulia et Nils, son ex-femme Annie Girardot, le critique Ugo Gregoretti et le prêtre catholique et éducateur Francesco Solinas (it). La commune de Forte dei Marmi, où il avait fait ses études secondaires, a érigé un buste à son effigie sur la promenade du front de mer de La Capannina.

## Filmographie

### Cinéma
- 1952 : Les Trois Corsaires (I tre corsari) de Mario Soldati : Le corsaire Rosso
- 1952 : Les Fiancés de Rome (Le ragazze di piazza di Spagna) de Luciano Emmer : Augusto Terenzi
- 1952 : La Fille du corsaire noir (Jolanda la figlia del corsaro nero) de Mario Soldati : Ralf, fils de Morgan
- 1953 : Gli uomini, che mascalzoni! de Glauco Pellegrini : Carletto
- 1953 : Rumeur publique (Opinione pubblica) de Maurizio Corgnati : Mario
- 1953 : Un dimanche romain (La domenica della buona gente) d'Anton Giulio Majano : Giulio
- 1956 : Quatre pas dans les nuages (Sous le ciel de Provence) de Mario Soldati : Gino
- 1957 : Pauvres mais beaux (Poveri ma belli) de Dino Risi : Salvatore
- 1957 : L'Impossible Isabelle (La nonna Sabella) de Dino Risi : Raffaele Rizzullo
- 1957 : Mariti in città de Luigi Comencini : Mario
- 1957 : Marisa (Marisa la civetta) de Mauro Bolognini : Angelo
- 1957 : Classe di ferro de Turi Vasile : Roberto Martelli
- 1957 : Beaux mais pauvres (Belle ma povere) de Dino Risi : Salvatore
- 1958 : Promesse di marinaio de Turi Vasile : Luciano
- 1958 : Io, mammeta e tu de Carlo Ludovico Bragaglia : Nicolino
- 1958 : Le Pigeon (I soliti ignoti) de Mario Monicelli : Mario Angeletti
- 1958 : Mogli pericolose de Luigi Comencini : Federico
- 1958 : L'Enfer dans la ville (Nella città l'inferno) de Renato Castellani : Piero
- 1959 : La nipote Sabella (it) de Giorgio Bianchi : Raffaele
- 1959 : Vent du sud (Vento del Sud) d'Enzo Provenzale : Antonio Spagara
- 1959 : Brèves Amours (Vacanze d'inverno) de Camillo Mastrocinque et Giuliano Carnimeo : Gianni
- 1959 : Pauvres Millionnaires (Poveri milionari) de Dino Risi : Salvatore
- 1959 : Hold-up à la milanaise (Audace colpo dei soliti ignoti) de Nanni Loy : Mario Angeletti
- 1959 : Polycarpe, maître calligraphe (Policarpo, ufficiale di scrittura) de Mario Soldati : Mario
- 1959 : Profession Magliari (I magliari) de Francesco Rosi : Mario Balducci
- 1960 : Les Évadés de la nuit (Era notte a Roma) de Roberto Rossellini : Renato
- 1960 : Rocco et ses frères (Rocco e i suoi fratelli) de Luchino Visconti : Simone Parondi
- 1960 : La ciociara de Vittorio De Sica : Florindo
- 1961 : Les partisans attaquent à l'aube (Un giorno da leoni) de Nanni Loy : Orlando
- 1962 : Smog de Franco Rossi : Mario
- 1962 : La Bande Casaroli (La banda Casaroli) de Florestano Vancini : Paolo Casaroli
- 1962 : Le Désordre (Il disordine) de Franco Brusati : Mario
- 1963 : Le Jour le plus court (Il giorno più corto) de Sergio Corbucci : Un soldat
- 1963 : Omicron d'Ugo Gregoretti : Omicron / Angelo
- 1963 : Le Glaive et la Balance d'André Cayatte : François Corbier
- 1963 : Les Grands Chemins de Christian Marquand : Francis
- 1963 : Les Camarades (I compagni) de Mario Monicelli : Raoul
- 1964 : Pour trois nuits d'amour (Tre notti d'amore) de Renato Castellani : Nicola
- 1964 : Extraconiugale, épisode La moglie svedese de Giuliano Montaldo : Renato
- 1965 : Illégitime Défense (Una bella grinta) de Giuliano Montaldo : Ettore Zambrini
- 1966 : Comment séduire un play-boy en l'an 2000 (Bel Ami 2000 oder Wie verführt man einen Playboy?) de Michael Pfleghar : L'homme choc
- 1967 : L'Amant fantôme (La ragazza del bersagliere) d'Alessandro Blasetti : Antonio
- 1967 : Le Harem de Marco Ferreri : Gaetano
- 1969 : Queimada de Gillo Pontecorvo : Teddy Sanchez
- 1969 : Z de Costa-Gavras : Yago
- 1969 : Los recuerdos del porvenir d'Arturo Ripstein : colonel Francisco Rosas
- 1971 : Le Phare du bout du monde (The Light at the Edge of the World) de Kevin Billington : Montefiore
- 1971 : Le Casse d'Henri Verneuil : Renzi
- 1972 : Le Professeur (La prima notte di quiete) de Valerio Zurlini : Marcello
- 1972 : État de siège de Costa-Gavras : Capitaine Lopez
- 1973 : Au rendez-vous de la mort joyeuse de Juan Luis Buñuel : Henri
- 1973 : Les Granges brûlées de Jean Chapot et Alain Delon : L'hôtelier
- 1973 : Una breve vacanza de Vittorio de Sica : Franco Mataro
- 1975 : Le Suspect (Il sospetto) de Francesco Maselli : Gavino Pintus
- 1975 : Flic Story de Jacques Deray : Mario Poncini
- 1975 : Le Gitan de José Giovanni : Jo Amila, dit "Jo le boxeur"
- 1976 : Todo modo d'Elio Petri : Dr Scalambri
- 1976 : Deux Flics à abattre (Uomini si nasce poliziotti si muore) de Ruggero Deodato : Roberto Pasquini, alias Bibi
- 1976 : La Dernière Femme de Marco Ferreri : René
- 1976 : Cadavres exquis (Cadaveri eccellenti) de Francesco Rosi : Le commissaire de police
- 1977 : Armaguedon d'Alain Jessua : Albert, dit "Einstein"
- 1979 : Ernesto de Salvatore Samperi : Cesco
- 1979 : La luna de Bernardo Bertolucci : Un communiste
- 1980 : Oggetti smarriti de Giuseppe Bertolucci : Davide
- 1980 : La cicala d'Alberto Lattuada : Carburo
- 1981 : Asso de Franco Castellano et Giuseppe Moccia : Bretella
- 1981 : La Tragédie d'un homme ridicule (La tragedia di un uomo ridicolo) de Bernardo Bertolucci : Colonel

### Télévision
- 1970 : Jumbo - Ein Elefantenleben (téléfilm) :
- 1976 : Les Origines de la mafia (Alle origini della mafia) (série télévisée) : Le capitaine
- 1978 : Zwei himlische Töchter (série télévisée)
- 1979 : Klimbim (série télévisée)